# Morito Suganuma
Morito Suganuma (jap. 菅沼守人; Fukushima, 27. srpnja 1942.), japanski majstor borilačkih vještina. Izravni je učenik Moriheija Ueshibe. Nositelj je 8. Dana u aikidu.

## Životopis
Morito Suganuma je rođen u Fukushimi 1942. godine. Njegov prvi kontakt s aikidom desilo se 1963. godine na Azijskom sveučilištu u Tokyu, gdje je pohađao nastavu koju je vodio Nobuyoshi Tamura. Sljedeće godine, Tamura ga je upoznao s Hombu dojom, gdje je Suganuma počeo marljivo vježbati pod nadzorom Moriheija Ueshibe, Kisshomarua Ueshibe i drugih istaknutih Hombuovim instruktorima. Službeno je postao uchideshi 1967. godine nakon što je diplomirao na sveučilištu.
Dana 19. travnja 1970. godine, ubrzo nakon smrti Moriheija Ueshibe, Kisshomaru Ueshiba poslao je Suganuma u Fukuoku kao predstavnika Aikikaija za okrug Kyushu. Osnivač je i dojo-cho Aikida Shoheijuku dojo-a, koji danas obuhvaća oko 70 dojo-a i 4.000 učenika. Iako je prvenstveno sa sjedištem u Fukuoki, redovito ga pozivaju da drži aikido seminare širom svijeta. Lokacije seminara uključuju Vancouver, Peking, Norvešku, Nizozemsku i Izrael. Također je poznati majstor shodoa (kaligrafija) i redovito vježba zen meditaciju meditaciju i jogu.

## Vanjske povezice
- Morito Suganuma  Arhivirana inačica izvorne stranice od 20. siječnja 2021. (Wayback Machine)